# Octan metylu
Octan metylu – organiczny związek chemiczny, ester metylowy kwasu octowego, ciecz o charakterystycznym owocowym zapachu podobnym do octanu etylu. Bardzo dobrze rozpuszcza się w rozpuszczalnikach organicznych takich jak np. etanol lub toluen. Jest to substancja łatwopalna. Nie należy wdychać oparów. Pary octanu metylu tworzą z powietrzem mieszaniny wybuchowe.
Octan metylu stosowany jest między innymi jako rozpuszczalnik oraz jako półprodukt do syntez organicznych.